# Caroline Herschel
Caroline Lucretia Herschel (n. 16 martie 1750, Hanovra, Principatul Braunschweig-Lüneburg – d. 9 ianuarie 1848, Hannover, Regatul Hanovra) a fost o astronomă germană/engleză. La începutul carierei sale științifice l-a ajutat pe fratele ei Wilhelm Herschel cu cercetările și observațiile sale, s-a remarcat însă foarte devreme cu contribuții științifice proprii. Este descoperitoarea mai multor comete, îndeosebi cometa periodică 35P/Herschel-Rigollet, care îi poartă numele, iar la data de 7 noiembrie 1795, a redescoperit cometa Encke, la Slough, în Anglia. 